# Mollie O’Callaghan
Mollie O’Callaghan (ur. 2 kwietnia 2004) – australijska pływaczka specjalizująca się w stylu dowolnym, pięciokrotna mistrzyni olimpijska i wielokrotna mistrzyni świata, była rekordzistka globu.

## Kariera
W 2021 roku podczas igrzysk olimpijskich w Tokio płynęła na pierwszej zmianie w wyścigu eliminacyjnym sztafet 4 × 100 m stylem dowolnym, gdzie uzyskała czas 53,08. Otrzymała złoty medal, kiedy Australijki zwyciężyły w finale. W eliminacjach sztafet 4 × 200 m stylem dowolnym na pierwszej zmianie ustanowiła nowy rekord świata juniorek (1:55,11) i zdobyła brązowy medal, gdy jej rodaczki zajęły w wyścigu finałowym trzecie miejsce. O’Callaghan płynęła także w eliminacjach sztafet 4 × 100 m stylem zmiennym i otrzymała złoty medal, kiedy reprezentantki Australii uplasowały się w finale na pierwszej pozycji.
Na igrzyskach olimpijskich w Paryżu w 2024 roku zwyciężyła na dystansie 200 m stylem dowolnym i czasem 1:53,27 poprawiła rekord olimpijski. Płynęła także w sztafecie 4 × 100 m stylem dowolnym i wraz z Shayną Jack, Emmą McKeon i Meg Harris zdobyła złoty medal. Australijki ustanowiły także nowy rekord olimpijski (3:28,92).